# Кизим, Василий Кириллович
Василий Кириллович Кизим — советский хозяйственный, государственный и политический деятель, Герой Социалистического Труда.

## Биография
Родился в 1921 году в Харьковской губернии. Член КПСС.
С 1949 года — на хозяйственной, общественной и политической работе. В 1949—1981 гг. — доводчик, резьбошлифовщик инструментального цеха, токарь 8-го Государственного подшипникового завода Министерства автомобильной промышленности СССР в городе Харькове Украинской ССР.
Указом Президиума Верховного Совета СССР от 22 августа 1966 года присвоено звание Героя Социалистического Труда с вручением ордена Ленина и золотой медали «Серп и Молот».
Делегат XXII съезда КПСС.
Умер в Харькове после 1981 года.